# John Von Ohlen
John Von Ohlen (født 13. maj 1941 i Indianapolis , Indiana - død 3. oktober 2018 i Cincinnati, Ohio, USA) var en amerikansk jazztrommeslager. Von Ohlens første professionelle job var hos Billy Maxted i dennes Manhattan Jazzband i 1967. Spillede derefter også hos Woody Herman , men hans store gennembrud var hos Stan Kenton i dennes big band i begyndelsen af 70'erne. Efter to år hos Kenton , Flyttede han til Cincinnati hvor han stiftede big bandet Blue Wisp som bestod af mange talentfulde musikere som f.eks. Al Kiger og Tim Hagans På trompet. Von Ohlen har speciale Som big band trommeslager , men er meget alsidig , og spiller i alle genre. Er mest kendt via Stan Kentons big band.

## Diskografi
- Woody Herman – Concerto for Herd
- Stan Kenton – Live at Redlands University
- Stan Kenton – Today
- Stan Kenton – Live at Brigham Young University
- Stan Kenton – The Ballad style of Stan Kenton
- John Von Ohlen – The Baron
- Cal Collins – Crack´d Rib
- Blue Wisp – The Blue Wisp Band of Cincinnati
- Blue Wisp – Butterfly
- Blue Wisp – The Smooth One
- Blue Wisp – Live at Carmelo´s
- Blue Wisp – Rollin´ With Von Ohlen
- Blue Wisp – Tribute
- Blue Wisp – 20th Anniversary
- John Von Ohlen & Steve Allee big band – Live
- Chuck Carter / Steve Allee big band – Downtown Blues